# Yandruwandha
Yandruwandha är ett utdött australiskt språk i Australien. Yandruwandha talades i Sydaustralien. Yandruwandha tillhörde de pama-nyunganska språken.